# Slowhand
Slowhand é um álbum de estúdio do guitarrista Eric Clapton, lançado em 1977.[carece de fontes?] "Cocaine", "Wonderful Tonight" e "Lay Down Sally" foram lançadas como singles, e estão entre as músicas mais famosas de sua carreira. Slowhand é um apelido de Clapton, recebido nos Anos 60 quando o músico tocava nos The Yardbirds.

## Faixas
| N.º | Título                  | Duração |  |
| 1.  | "Cocaine"               | 3:38    |  |
| 2.  | "Wonderful Tonight"     | 3:41    |  |
| 3.  | "Lay Down Sally"        | 3:53    |  |
| 4.  | "Next Time You See Her" | 3:59    |  |
| 5.  | "We're All the Way"     | 2:30    |  |
| 6.  | "The Core"              | 8:41    |  |
| 7.  | "May You Never"         | 2:58    |  |
| 8.  | "Mean Old Frisco"       | 4:37    |  |
| 9.  | "Peaches and Diesel"    | 4:46    |  |

## Formação
- Eric Clapton - Vocais, Guitarra
- Carl Radle - Baixo
- George Terry - Guitarra
- Jamie Oldaker - Bateria, Percussão
- Dick Sims - Teclado
- Mell Collins - Saxophone
- Marcy Levy, Yvonne Elliman - Vocais

## Recepção e crítica
| Críticas profissionais | Críticas profissionais |
| Avaliações da crítica  | Avaliações da crítica  |
| Fonte                  | Avaliação              |
| ---------------------- | ---------------------- |
| Allmusic               | [ 2 ]                  |
| Sputnikmusic           | [ 3 ]                  |

O álbum foi bem recebido pela crítica. O site Allmusic deu 4 estrelas e meia (de cinco). Na Billboard 200 o álbum alcançou o 2º lugar, ficando 74 semanas nas paradas.
Foi considerado, pela Revista Rolling Stone, o 325º melhor álbum de todos os tempos, na publicação 500 Greatest Albums of All Time. A música "Wonderful Tonight" alcançou o 16º lugar na Billboard Hot 100. "Lay Down Sally" chegou ao 3º lugar na mesma parada musical, e "Cocaine" à 30ª posição.